# FC Den Bosch
FC Den Bosch (phát âm tiếng Hà Lan: [ɛfˈseː dɛmˈbɔs]) là một câu lạc bộ bóng đá đến từ 's-Hertogenbosch, Hà Lan.
Đội bóng được thành lập ngày 18 tháng 8 năm 1965 với tên FC Den Bosch/BVV. Họ là người kế thừa của BVV (1906) và Wilhelmina (1890). Sân vận động của họ được gọi là ' De Vliert ', một chiếc xe 8 chỗ ngồi. Ruud van Nistelrooy bắt đầu sự nghiệp chuyên nghiệp của mình tại câu lạc bộ này. Năm 2005, họ đã hoàn thành đáy Eredivisie và bị xuống hạng.

## Danh hiệu
- Eredivisie / Vô địch Hà Lan
  - Vô địch: 1947-48 (với tên gọi BVV)
- Eerste Divisie
  - Vô địch: 1970-71, 1998-99, 2000-01, 2003-04
  - Thăng hạng: 1982-83, 1991-92
- Tweede Divisie
  - Vô địch: năm 1965-66
  - Thăng hạng: 1962-63
- Cúp KNVB
  - Á quân: 1990 trận91

Dưới đây là bảng với kết quả trong nước của FC Den Bosch kể từ khi giới thiệu bóng đá chuyên nghiệp vào năm 1956.

## Tên câu lạc bộ
- FC Den Bosch / BVV (1965-1967)
- FC Den Bosch '67 (1967-1988)
- BVV Den Bosch (1988-1992)
- FC Den Bosch (1992-nay)

## Phân biệt chủng tộc
"Chúng tôi không thể phủ nhận rằng, chắc chắn khi chúng tôi chơi các trận đấu đỉnh cao, chúng tôi gặp vấn đề về cấu trúc với một nhóm người phá hỏng mọi thứ", Bijleveld nói với đài phát thanh Hà Lan.
Tuy nhiên, sự cố chủng tộc này là một sự cố nhỏ và đã xúc phạm nặng nề đến đại đa số những người ủng hộ Den Bosch.  Sau sự cố này, câu lạc bộ và người hâm mộ đã thực hiện một loạt các hành động để chỉnh sửa hình ảnh của câu lạc bộ và tái lập lập trường mạnh mẽ của họ chống lại bất kỳ hình thức phân biệt chủng tộc. Bằng chứng là đây là một chiến dịch được câu lạc bộ phát động để trang bị cho một ngôi làng ở châu Phi với bộ dụng cụ bóng đá và thiết bị bóng đá.

## Cầu thủ

### Đội hình hiện tại
Kể từ ngày 10 tháng 8 năm 2018
| No. |             | Position | Player                                      |
| --- | ----------- | -------- | ------------------------------------------- |
| 1   | Netherlands | GK       | Wouter van der Steen                        |
| 2   | Netherlands | DF       | Mats Deijl                                  |
| 3   | Finland     | DF       | Leo Väisänen                                |
| 4   | Netherlands | DF       | Sam Kersten                                 |
| 5   | Netherlands | DF       | Jordy van der Winden                        |
| 6   | Netherlands | MF       | Jens van Son                                |
| 7   | Netherlands | FW       | Sven Blummel                                |
| 8   | Argentina   | MF       | Julián Marchioni (on loan from Estudiantes) |
| 9   | Estonia     | FW       | Rauno Sappinen (on loan from Flora)         |
| 10  | Italy       | MF       | Stefano Beltrame (on loan from Juventus)    |
| 11  | Netherlands | FW       | Danny Verbeek (captain)                     |
| 12  | Morocco     | MF       | Imran Oulad Omar                            |
| 13  | Bulgaria    | DF       | Stefan Velkov                               |
| 14  | Netherlands | FW       | Brahim Darri (on loan from NEC)             |

| No. |                   | Position | Player                                         |
| --- | ----------------- | -------- | ---------------------------------------------- |
| 15  | Argentina         | DF       | Nicolás Romat (on loan from Huracán)           |
| 16  | Netherlands       | MF       | Kevin Felida                                   |
| 17  | Netherlands       | FW       | Oussama Bouyaghlafen                           |
| 18  | Netherlands       | FW       | Jort van der Sande                             |
| 19  | Netherlands       | FW       | Vincent Vermeij (on loan from Heracles Almelo) |
| 20  | Netherlands       | MF       | Luuk Brouwers                                  |
| 21  | Netherlands       | GK       | Nick Leijten                                   |
| 22  | Curaçao           | DF       | Jurich Carolina (on loan from NAC Breda)       |
| 23  | Netherlands       | GK       | Konrad Sikking                                 |
| 24  | Morocco           | DF       | Amine Khammas (on loan from Genk)              |
| 25  | Netherlands       | MF       | Danny Holla                                    |
| 26  | Georgia (country) | MF       | Levan Jordania                                 |
| 33  | Netherlands       | DF       | Robin Voets                                    |
| 50  | Netherlands       | GK       | Menno Heus                                     |

### Cho mượn
| Thứ tự |             | Vị trí | Cầu thủ                                                         |
| ------ | ----------- | ------ | --------------------------------------------------------------- |
|        | Netherlands | FW     | Rúben Rodrigues (at De Treffers until ngày 30 tháng 6 năm 2019) |

## Lịch sử quản lý
| - Ben Tap (1965–70) - Jan Remmers (1970–74) - Nol de Ruiter (1974–76) - Ad Zonderland (1976–78) - Rinus Gosens (1979–80) - Ad Zonderland (1980) - Hans Verèl (1981–84) - Rinus Israel (1984–86) - Theo de Jong (1986–89) - Rinus Israel (1989–90) | - Hans van der Pluijm (1990–95) - Chris Dekker (1995–96) - Kees Zwamborn (1996–98) - Martin Koopman (1998–00) - Mark Wotte (2000) - André Wetzel & Jan van Grinsven (2000) - Jan Poortvliet (2000–01) - Wiljan Vloet (2001–02) - Gert Kruys (2002–04) - Henk Wisman (2004–05) | - J. van Grinsven, F. van der Hoorn & W. van der Horst (2005) - Theo Bos (2005–09) - J. van Grinsven, F. van der Hoorn & W. van der Horst (2009) - Marc Brys (2009–10) - Alfons Groenendijk (2010–12) - Jan Poortvliet (2012–13) - Ruud Kaiser (2013–15) - René van Eck (2015–16) - Wiljan Vloet (2016–17) - Wil Boessen (2017–19) |

## Số liệu thống kê
| SEASON  | CLUBTOPSCORER                                    | GOALS | DIVISION       | ATTENDANCE | RANK | MANAGER                                        |
| ------- | ------------------------------------------------ | ----- | -------------- | ---------- | ---- | ---------------------------------------------- |
| 1965–66 | Frans Olde Riekerink                             | 17    | Tweede Divisie | 6.640      | 1    | Ben Tap                                        |
| 1966–67 | Frans Olde Riekerink                             | 14    | Eerste Divisie | 6.895      | 5    | Ben Tap                                        |
| 1967–68 | Ben Tinus                                        | 17    | Eerste Divisie | 7.670      | 3    | Ben Tap                                        |
| 1968–69 | Eef Mulders                                      | 9     | Eerste Divisie | 5.350      | 9    | Ben Tap                                        |
| 1969–70 | Eef Mulders                                      | 10    | Eerste Divisie | 3.810      | 5    | Ben Tap                                        |
| 1970–71 | Leo Ouwens                                       | 11    | Eerste Divisie | 8.400      | 1    | Jan Remmers                                    |
| 1971–72 | Ilja Mitić                                       | 9     | Eredivisie     | 11.870     | 16   | Jan Remmers                                    |
| 1972–73 | Dick Beek                                        | 5     | Eredivisie     | 8.645      | 18   | Jan Remmers                                    |
| 1973–74 | Dick Beek                                        | 6     | Eerste Divisie | 2.895      | 17   | Jan Remmers                                    |
| 1974–75 | Jos Peltzer                                      | 10    | Eerste Divisie | 3.085      | 10   | Nol de Ruiter                                  |
| 1975–76 | Jos Peltzer                                      | 10    | Eerste Divisie | 2.210      | 10   | Nol de Ruiter                                  |
| 1976–77 | Jan Peters                                       | 18    | Eerste Divisie | 2.415      | 12   | Ad Zonderland                                  |
| 1977–78 | Jan Peters                                       | 19    | Eerste Divisie | 3.517      | 8    | Ad Zonderland                                  |
| 1978–79 | Bert Nijdam                                      | 9     | Eerste Divisie | 3.700      | 7    | Rinus Gosens                                   |
| 1979–80 | Arie Romijn                                      | 16    | Eerste Divisie | 4.700      | 4    | Rinus Gosens / Ad Zonderland                   |
| 1980–81 | Arie Romijn                                      | 10    | Eerste Divisie | 2.355      | 6    | Ad Zonderland / Hans Verèl                     |
| 1981–82 | Arie Romijn                                      | 16    | Eerste Divisie | 2.870      | 5    | Hans Verèl                                     |
| 1982–83 | Wim van der Horst                                | 17    | Eerste Divisie | 2.788      | 3    | Hans Verèl                                     |
| 1983–84 | Wim van der Horst                                | 14    | Eredivisie     | 7.154      | 10   | Hans Verèl                                     |
| 1984–85 | Peter van der Waart                              | 12    | Eredivisie     | 5.406      | 6    | Rinus Israël                                   |
| 1985–86 | Hans Gillhaus                                    | 16    | Eredivisie     | 6.367      | 6    | Rinus Israël                                   |
| 1986–87 | Hans Gillhaus                                    | 17    | Eredivisie     | 5.309      | 10   | Theo de Jong                                   |
| 1987–88 | Hendrie Krüzen                                   | 12    | Eredivisie     | 3.938      | 7    | Theo de Jong                                   |
| 1988–89 | Mart van Duren                                   | 15    | Eredivisie     | 3.803      | 7    | Theo de Jong                                   |
| 1989–90 | Peter Barendse                                   | 7     | Eredivisie     | 3.521      | 17   | Rinus Israël                                   |
| 1990–91 | Jack de Gier                                     | 23    | Eerste Divisie | 1.334      | 17   | Rinus Israël / Hans van der Pluym              |
| 1991–92 | Geert Brusselers                                 | 13    | Eerste Divisie | 2.007      | 2    | Hans van der Pluym                             |
| 1992–93 | Dirk Jan Derksen                                 | 10    | Eerste Divisie | 3.231      | 19   | Hans van der Pluym                             |
| 1993–94 | Stefan Jansen                                    | 14    | Eerste Divisie | 1.626      | 11   | Hans van der Pluym                             |
| 1994–95 | Orpheo Keizerweerd                               | 7     | Eerste Divisie | 1.198      | 18   | Hans van der Pluym                             |
| 1995–96 | Anthony Lurling                                  | 19    | Eerste Divisie | 2.735      | 3    | Chris Dekker                                   |
| 1996–97 | Ruud van Nistelrooy                              | 12    | Eerste Divisie | 2.034      | 7    | Kees Zwamborn                                  |
| 1997–98 | Thijs Waterink                                   | 14    | Eerste Divisie | 2.405      | 4    | Kees Zwamborn                                  |
| 1998–99 | Harry van der Laan                               | 30    | Eerste Divisie | 3.245      | 1    | Kees Zwamborn / Martin Koopman                 |
| 1999–00 | Henk Vos                                         | 11    | Eredivisie     | 4.240      | 18   | Martin Koopman / Mark Wotte                    |
| 2000–01 | Bart Van Den Eede                                | 23    | Eerste Divisie | 3.330      | 1    | Mark Wotte / Jan Poortvliet                    |
| 2001–02 | Bart Van Den Eede                                | 14    | Eredivisie     | 5.190      | 16   | Wiljan Vloet                                   |
| 2002–03 | Stefan Jansen                                    | 20    | Eerste Divisie | 3.919      | 5    | Gert Kruys                                     |
| 2003–04 | Stefan Jansen                                    | 25    | Eerste Divisie | 3.701      | 1    | Gert Kruys                                     |
| 2004–05 | Koen van de Laak                                 | 6     | Eredivisie     | 5.790      | 18   | Henk Wisman / Jan van Grinsven ao              |
| 2005–06 | Berry Powel                                      | 19    | Eerste Divisie | 3.388      | 7    | Theo Bos                                       |
| 2006–07 | Frank Demouge                                    | 12    | Eerste Divisie | 3.876      | 5    | Theo Bos                                       |
| 2007–08 | Koen van der Biezen                              | 18    | Eerste Divisie | 4.155      | 3    | Theo Bos                                       |
| 2008–09 | Adnan Barakat                                    | 13    | Eerste Divisie | 4.090      | 9    | Theo Bos / Fred van der Hoorn                  |
| 2009–10 | Fabio Caracciolo                                 | 19    | Eerste Divisie | 4.056      | 7    | Marc Brys                                      |
| 2010–11 | John Verhoek                                     | 10    | Eerste Divisie | 4.391      | 8    | Alfons Groenendijk                             |
| 2011–12 | Tom van Weert                                    | 15    | Eerste Divisie | 4.063      | 6    | Alfons Groenendijk                             |
| 2012–13 | Tom van Weert                                    | 17    | Eerste Divisie | 3.822      | 11   | Alfons Groenendijk                             |
| 2013–14 | Erik Quekel                                      | 19    | Eerste Divisie | 3.637      | 4    | Jan Poortvliet                                 |
| 2014–15 | Anthony Lurling / Barry Maguire / Alexander Mols | 6     | Eerste Divisie | 3.249      | 16   | Ruud Kaiser / René van Eck                     |
| 2015–16 | Arda Havar / Furhgill Zeldenrust                 | 8     | Eerste Divisie | 2.934      | 17   | René van Eck / Wiljan Vloet                    |
| 2016–17 | Romero Regales                                   | 8     | Eerste Divisie | 2.741      | 14   | Wiljan Vloet                                   |
| 2017–18 | Niek Vossebelt                                   | 15    | Eerste Divisie | 2.822      | 11   | Wil Boessen                                    |
| 2018–19 | Stefano Beltrame                                 | 14    | Eerste Divisie | 3.622      | 4    | Wil Boessen / Erik van der Ven & Paul Beekmans |